# Sucha wapa
Sucha wapa (bułg. Суха вапа) – szczyt pasma górskiego Riła, w Bułgarii, o wysokości 2639 m n.p.m.